# 教授新聞
教授新聞（きょうじゅしんぶん、朝鮮語: 교수신문）は、大韓民国の朝鮮語の週刊新聞である。1992年4月15日創刊。本社をソウル特別市麻浦区におく。韓国全国私立大教授協議会連合会など3つの教授団体が「韓国知性の正論誌」を標榜して創刊し、2001年から年末に大韓民国の社会像を特徴づける「今年の四字熟語」を選定·発表している。1991年11月、全国私立大教授協議会連合会と国公立大学校教授協議会、民主化のための教授協議会など3つの教授団体が教授社会を代弁する正論誌の必要性に共感し、創刊を議論して翌年4月15日創刊号を発行した。「韓国知性の正論誌」を標榜し、「学問の自由と大学の民主化」「学術情報の提供と大学文化の暢達」「教権擁護と専門的権威の向上」を社是とする。毎週月曜日に発行する週刊新聞であり、大判とタブロイド判を並行して発行する。1997年5月に季刊誌『開かれた知性』を創刊し、2000年4月にインターネットホームページを開設した。2006年7月から夏と冬学期に大学言論記者学校を開催している。2001年から年末にかけて大韓民国の1年間の社会像を特徴づける「今年の四字熟語」を選定·発表しているが、2008年には「病気を隠して医者に見せようとしない」という意味の「護疾忌医」を選定した。

## 沿革
- 1991年11月 - 全国私立大学教授協議会連合会、国公立大学教授協議会、民主化のための教授協議会など教授3団体が全教授社会を代弁する正論誌発刊の必要性に共感し、数回にわたって教授新聞創刊のための議論を展開。
- 1992年4月 - 創刊号発行（15日）。プレスセンターで創刊記念祝賀行事（30日）定期刊行物登録完了。
- 1993年4月 -「現代知性の危機と役割」をテーマに創刊1周年記念シンポジウムを開催。
- 1993年10月 - モスクワ大学総長及びロシア科学者を招聘「2000年代に向けた韓·ロ応用技術交流移転に関するシンポジウム」を開催。
- 1993年12月 - 「第1回韓国知性の表象」を開催（全国美術大学教授117人作品、朝鮮日報美術館）。
- 1994年6月 - 「我々の時代が求める時代精神は何か」というテーマで創刊2周年記念学術シンポジウム開催。
- 1995年8月 - 公平アートセンターで教授86名の作品を展示した「第3回韓国知性の表象」展開催。
- 1996年2月 - 指令100号発行新年企画「転換期、新しい思想はあるのか」。
- 1997年5月 - 季刊『開かれた知性』創刊号を発刊し、編集人としてチャン·フェイク教授（ソウル大学物理学）を委嘱。
- 1998年4月 - 創刊6周年記念号(133号)20面発行。
- 1999年1月 - 新年企画「新しいミレニアムのために」単行本を発行。
- 1999年6月 - 創刊7周年記念学術セミナー「韓国知性史の回顧と省察-近現代史100年を中心に」開催。
- 2000年4月 - ホームページ(www.kyosu.net)開設。
- 2001年1月 - 創刊10周年記念第1回学術エッセイ公募(テーマ:生命)創刊7周年記念『韓国知性社100年』単行本発刊。
- 2001年6月 - 年越しセミナー「生命 - 境界に立つ生命 生と倫理の尺度を求めて」開催。
- 2002年4月 - 創刊10周年記念号(232号)40面発行第1回学術エッセイ公募結果を『生命に関する9つのエッセイ』として発刊(最優秀2編など9編選定)、224号(4月29日)から週間発行。
- 2003年8月 - 毎週学術面を「批評セクション」に特化し論争的紙面として発刊。
- 2003年10月 - 長期学術企画「私たち理論を見直す」を「今日の私たち理論どこへ行くのか」という単行本で発刊 (考えの木 刊)。
- 2004年4月 - 創刊12周年記念教授社会企業イメージ調査創刊特集号としてタブロイド『批評』24面別刷で発刊。新任教授特集企画版24面別刷で発刊。
- 2005年3月 - 教育報道を中心に毎週3回発刊し、毎月末に『批評』誌をタブロイド32面で発刊する「3+1」体制で紙面革新を断行。
- 2005年5月 - 『大韓帝国と高宗』単行本として発刊。
- 2005年7月 - 『最古の古典翻訳を求めて』単行本として発刊。
- 2005年10月 - 『韓国の美を読み直す』単行本として発刊。
- 2006年4月 - 『私たちの時代の美を語る』単行本で発刊。
- 2006年7月 - 第1期大学言論記者学校開催(毎年夏·冬学期実施)。
- 2007年4月 - 『最高の古典翻訳を求めてⅡ』発刊創刊15周年記念式典·出版記念会。
- 2007年8月 - 『韓国の美、最高の芸術品を探して1、2』発刊。
- 2007年9月 - インターネット教授新聞体制改編。
- 2008年2月 - 教授新聞『批評』、書評専門誌に転換模索。
- 2008年4月 - 教授新聞創刊16周年。
- 2008年12月 - 大学入試情報『竹』（大学は私に何か）創刊。
- 2009年1月 - 社屋移転(西橋洞から加山デジタル団地に)。IT事業本部新設。
- 2009年12月 - 修士·博士任用情報ウェブサイト「Kyosujob.com」オープン<竹>ウェブサイトオープン。
- 2010年3月 - 「Kyosujob.com」ツイッター（@kyosujob）開始。
- 2010年4月 - 教授任用制度改善のための学問後続世代アンケート調査実施。
- 2010年10月 - 教授任用ガイド3発行。
- 2010年12月 - 大学入試情報『竹』5号発行。
- 2011年1月 - 第10期全国大学言論記者学校開催。
- 2011年3月 - 大学入試情報『竹』6号発行。
- 2011年4月 - 教授新聞創刊19周年記念号(597号)32面発行。
- 2012年1月 - 創刊20周年記念号(640号)。
- 2012年5月 - 新聞紙面革新(毎号特集中心の果敢な紙面変化)。出版、教育部門の事業多角化。定年退職、高級人材の社会的活用、学問後続世代の大学をつなぐ媒介教授新聞の役割を再確立。
- 2015年 -『韓国古代文化の原型の象徴と解釈』(知識産業社)発刊。
- 2016年4月 - 学術エッセイ公募展(テーマ:生命)。
- 2016年 -『韓国近現代史の歴史の現場40』(ヒューマニスト)発刊。
- 2016年 - 『中央アジア人文学紀行』(文の壺)発刊。
- 2017年4月 - 学術エッセイ公募展(テーマ:共存)。
- 2020年7月 - オンライン教授新聞（www.kyosu.net）を全面改編。
- 2020年12月 - 第26期全国大学言論記者学校及びメディア学校「オンライン課程」新設。
- 2021年4月15日 - 創刊29周年。[2]